# Meadowcroft
Meadowcroft – nawis skalny znajdujący się w Pensylwanii, około 48 kilometrów na południowy zachód od Pittsburgha. Stanowisko archeologiczne zawierające jedne z najwcześniejszych śladów pobytu ludności paleoindiańskiej na kontynencie amerykańskim. W 2005 roku wpisane zostało na listę National Historic Landmark.
Prace archeologiczne pod nawisem zostały rozpoczęte w 1973 roku przez Jamesa M. Adovasio. Wykopaliska odsłoniły najdłuższą znaną sekwencję stratygraficzną na obszarze Nowego Świata, osadnictwo indiańskie w tym miejscu trwało od późnego plejstocenu do końca XVIII wieku. Najniższa warstwa, datowana metodą radiowęglową na ok. 19,6-17,1 tys. lat temu, zawiera narzędzia kamienne z płaskim retuszem częściowo bifacjalnym i odłupki z retuszem płaskim. Jeżeli uzyskane daty są poprawne, odkrycia te wskazywałyby na bardzo wczesne początki horyzontu kultury Clovis. Chronologia najwcześniejszych znalezisk jest jednak kwestionowana z powodu występowania w pobliżu stanowiska węgla kopalnego mogącego skazić próbki oraz obecności w warstwie pyłków roślinnych nieodpowiadających warunkom peryglacjalnym.